# Holdenstown Bog SAC
Holdenstown Bog SAC este o arie protejată (arie specială de conservare — SAC, sit de importanță comunitară — SCI) din Irlanda întinsă pe o suprafață de 4,05 ha, integral pe uscat.

## Localizare
Centrul sitului Holdenstown Bog SAC este situat la coordonatele 52°54′36″N 6°41′19″W / 52.909996°N 6.688552°V.

## Înființare
Situl Holdenstown Bog SAC a fost declarat sit de importanță comunitară în iunie 2003 pentru a proteja un număr necunoscut de specii din flora spontană și fauna sălbatică aflate în arealul zonei. Situl a fost protejat și ca arie specială de conservare în aprilie 2016.

## Biodiversitate
Situată în ecoregiunea atlantică, aria protejată conține 3 habitate naturale: Turbării active, Mlaștini oligotrofe degradate, capabile încă de regenerare naturală, Mlaștini turboase de tranziție și turbării mișcătoare.
La baza desemnării sitului se află un număr nedeclarat de specii protejate.